# Aeródromo Municipal Bissaya Barreto (Coimbra)

O Aeródromo Municipal Bissaya Barreto ou Aeródromo de Coimbra (ICAO: LPCO; IATA: CBP) é um aeródromo português, situado junto à cidade de Coimbra. 
Possui uma pista (16/34) em asfalto, com 920m x 30m e situa-se a uma altitude de 174m (570 pés).
O aeródromo dispõe de segurança no período nocturno, serviço de AFIS (Aerodrome Flight Information Service), do nascer ao pôr do sol, sala de planeamento de voo, iluminação para voos nocturnos, e combustivel AVGAS 100 LL. Dispõe ainda de um Aerodrome Beacon do tipo Locator cuja frequência é 426.00Khz (código "CB").
O Aeródromo Municipal Bissaya Barreto é gerido pela Câmara Municipal de Coimbra e é sede de diversas entidades como o  Aeroclube de Coimbra (ACC), e as I.A.C. - Indústrias Aeronáuticas de Coimbra.
No Aeródromo existe ainda o Restaurante Aero Clube aberto todos os dias excepto às segundas-feiras. 
O Aeródromo Municipal Bissaya Barreto é servido pela principal auto-estrada (A1).
Em Setembro de 2017, Manuel Machado, Presidente da Câmara Municipal de Coimbra afirmou, em campanha para as Autárquicas de 1 de Outubro, que avançará para a construção de um aeroporto internacional em Coimbra, localizado no atual Aeródromo Municipal Bissaya Barreto, de modo a servir a Região Centro do país. Visto que este ganhou as eleições, a construção do Aeroporto do Centro está cada vez mais perto
Distâncias a partir do Aeródromo Municipal de Coimbra:
Condeixa-a-Nova...5 km; 
Coimbra................10 km; 
Pombal..................40 km; 
Figueira da Foz.....64 km; 
Leiria.....................65 km; 
Aveiro....................68 km;
Fátima...................76 km;
Porto.....................129 km;
Castelo Branco.....138 km;
Lisboa...................197 km;